# Bray (Ierland)
Bray (Iers: Bré of Brí Chulainn) is een stad in het Ierse graafschap Wicklow.
De stad is gelegen aan de monding van de rivier de Dargle en is met bijna 32.000 inwoners de 8e stad van Ierland (volkstelling 2011).
De stad was vroeger vooral in trek als badplaats, voornamelijk voor dagjesmensen uit Dublin. Dit is ook nu nog het geval, maar de stad heeft zich ook ontwikkeld als regionaal economisch centrum en is tegenwoordig groter dan Wicklow, de hoofdstad van het graafschap.
Verder is de stad in trek bij forenzen die met de DART snel in Dublin kunnen komen. Lange tijd (tot in de jaren negentig) was Bray het zuidelijkste punt van deze stadsspoorweg. Vlak bij het station ligt het voetbalstadion van Bray Wanderers.
Bray kan worden gezien als het hart van de Ierse filmindustrie: in de stad zijn de Ardmore Studios gevestigd.
Even ten zuiden van Bray, in de schaduw van de Little Sugar Loaf Mountain, ligt Killruddery House, een landhuis uit 1651 met 17de-eeuwse geometrische tuinen, ontworpen door de Franse hovenier Bonet.

## Sport
- Bray Wanderers, voetbalclub

## Geboren
- John Mackey (1918-2014), bisschop
- Eva Birthistle (1974), actrice
- Finn Bálor (1981), professioneel worstelaar
- Darren Randolph (1987), voetballer
- Hozier (1990), musicus